# مایکل تونت

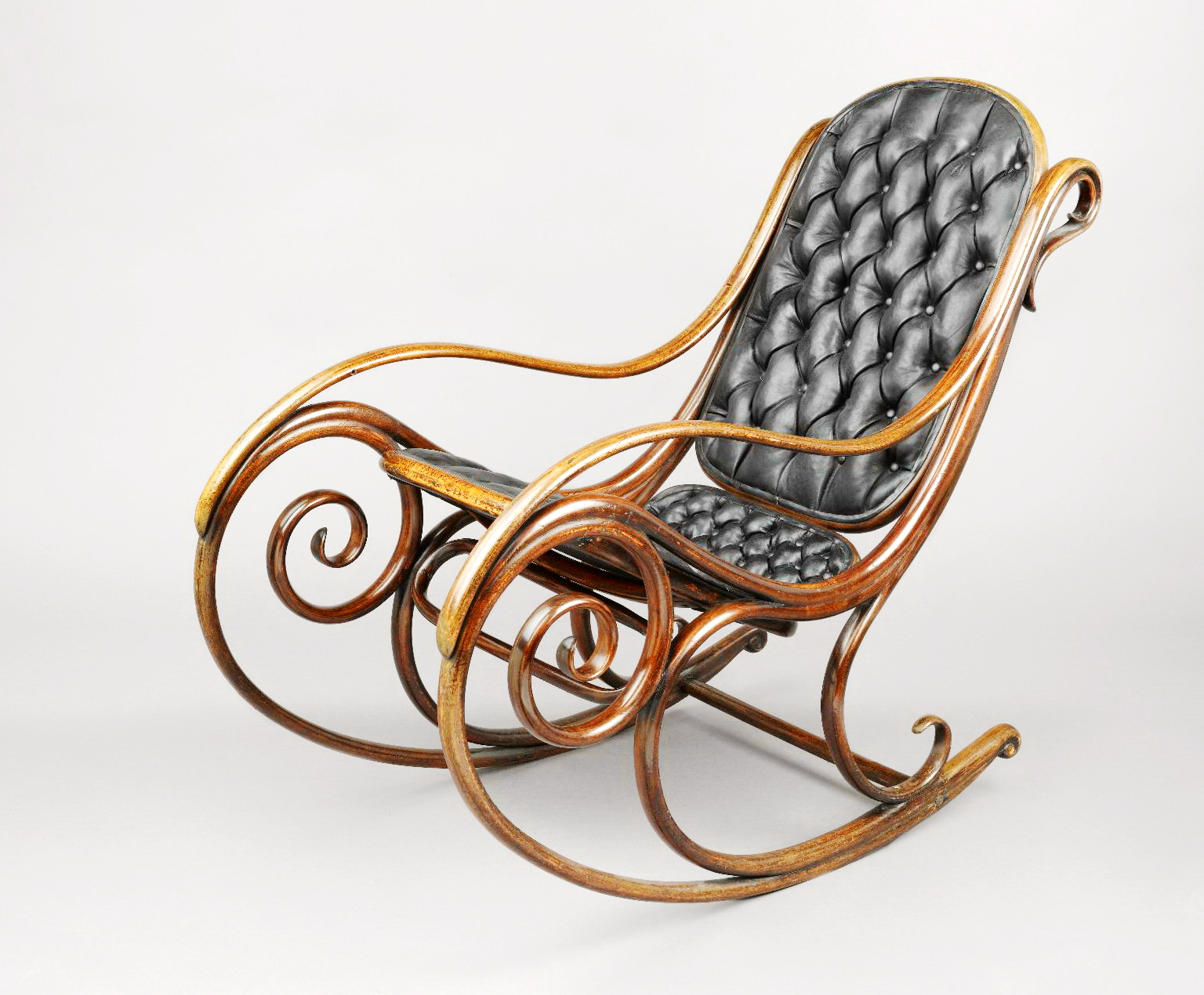
«صندلی گهواره‌ای»، مدل ۱، حدود ۱۸۶۰ میلادی، موزهٔ بروکلین

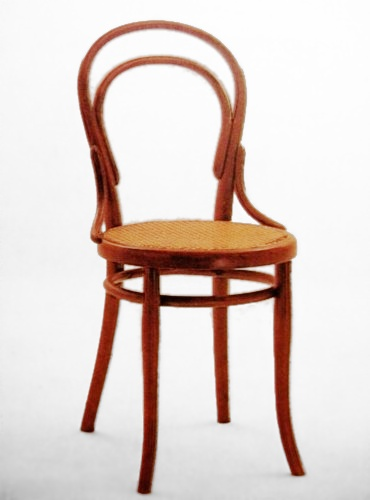
«صندلی شمارهٔ ۱۴» («کانسوم‌اشتول نومر ۱۴» ' به معنی: «صندلی مصرفی شماره ۱۴») از ۱۸۵۹ میلادی

مایکل تونِت یا میشائل تونت (به انگلیسی و آلمانی: Michael Thonet) (زادهٔ ۲ ژوئیه ۱۷۹۶ میلادی - درگذشتۀ ۳ مارس ۱۸۷۱ میلادی) یک کابینت‌ساز آلمانی-اتریشی بود که به خاطر اختراع مبلمان چوب‌خمیده شهرت داشت.

## حرفه
تونت پسر چرم‌ساز چیره‌دست فرانتس آنتون تونت از بوپارد بود. پس از شاگردی نزد یک درودگر، تونت در سال ۱۸۱۹ میلادی خود را به عنوان یک کابینت‌ساز مستقل معرفی کرد. یک سال بعد، او با آنا گراس ازدواج کرد که از او صاحب هفت پسر و شش دختر شد. با این حال، تنها پنج پسر از دوران کودکی جان سالم به در بردند.
در دههٔ ۱۸۳۰ میلادی، تونت شروع به ساخت مبلمان از تخته‌های چوبی چسبانده و خم شده کرد. اولین موفقیت او بوپاردر شیشتهولتس‌اشتول (به آلمانی: Bopparder Schichtholzstuhl) (به معنی: صندلی چندلای چوبی بوپارد) در سال ۱۸۳۶ میلادی بود. تونت با خرید میشلس‌موئهله (به آلمانی: Michelsmühle)، کارخانهٔ چسبی که چسب این فرایند را می‌ساخت، در سال ۱۸۳۷ میلادی استقلال قابل توجهی به دست آورد. با این حال، تلاش‌های او برای ثبت اختراع این فناوری در آلمان (۱۸۴۰ میلادی) و همچنین در بریتانیای کبیر، فرانسه و روسیه (۱۸۴۱ میلادی) با شکست مواجه شد. پیشرفت اساسی تونت موفقیت او در خم‌کردن چوب سَبُک و قوی به شکل‌های منحنی و برازنده با شکل‌دهی چوب در بخار داغ بود. این امر او را قادر ساخت تا مبلمان کاملاً بدیع، ظریف، سبک‌وزن، بادوام و راحت را طراحی کند که به شدت برای مد جذابیت داشت – انحراف کامل از طرح‌های سنگین و منبت‌کاری شدهٔ گذشته – و جذابیت زیبایی‌شناختی و کاربردی آن تا به امروز باقی مانده‌ است.
در نمایشگاه تجاری کوبلنتس در سال ۱۸۴۱ میلادی، تونت با شاهزاده کلمنس ونتسل فون مترنیخ ملاقات کرد که علاقه‌مند به مبلمان تونت بود و او را به دربار وین دعوت کرد. در سال بعد، تونت توانست مبلمان خود و به ویژه صندلی‌های خود را به خانوادهٔ امپراتوری ارائه دهد. از دیگر کارهای او دکوراسیون درونی دربار لیختن‌اشتاین به همراهی پسرانش بود.
هنگامی که مؤسسهٔ بوپارد دچار مشکلات مالی شد، تونت آن را فروخت و به همراه خانوادهٔ خود به وین مهاجرت کرد. در آنجا، او با پسرانش در دکوراسیون داخلی کاخ شهر لیختن‌اشتاین برای تشکیلات کارل لایستلر کار کرد. در سال ۱۸۴۹ میلادی او مجدداً به همراه چهار پسرش مغازهٔ خود را باز کرد. چند سال بعد، در سال ۱۸۵۳ میلادی، او شرکت را با نام گِبرودر تونت (به آلمانی: Gebrüder Thonet) (به معنی: برادران تونت) به پسرانش واگذار کرد. در سال ۱۸۵۰ میلادی صندلی شمارۀ ۱ خود را تولید کرد. نمایشگاه بزرگ لندن در سال ۱۸۵۱ میلادی شاهد دریافت مدال برنز برای صندلی‌های چوب‌خمیدۀ وین او بود. این موفقیت بین‌المللی او بود. در نمایشگاه جهانی بعدی، نمایشگاه جهانی ۱۸۵۵ میلادی در پاریس، مدال نقره به او اعطاء شد زیرا او به بهبود روش‌های تولید خود ادامه می‌داد. در سال ۱۸۵۶ میلادی او توانست کارخانهٔ جدیدی را در کوریتشانی موراویا باز کند.
صندلی شمارهٔ ۱۴ (۱۸۵۹ میلادی) – بیشتر با نام «کانسوم‌اشتول نومر ۱۴»، صندلی کافی‌شاپ شمارهٔ ۱۴ – با حدود ۵۰ میلیون تولید تا ۱۹۳۰ میلادی و هنوز هم در حال تولید، «صندلی صندلی‌ها» لقب گرفته‌ است.[۱] تکنیک خمشی نوآورانه امکان تولید صنعتی صندلی را برای اولین بار فراهم کرد. آنچه دربارهٔ صندلی شماره ۱۴ سابق که شمارهٔ ۲۱۴ امروزی است انقلابی بود، این واقعیت بود که می‌توان آن را به چند جزء جدا کرد و در نتیجه در فرآیندهای اشتراکی-کار تولید کرد. این صندلی را می‌توان در بسته‌های ساده و صرفه‌جویی در فضا به تمام کشورهای جهان صادر کرد: ۳۶ صندلی جداشده می‌توانند در یک جعبۀ یک متر مکعبی قرار گیرند. این طرح یک مدال طلا برای شرکت تونت در نمایشگاه جهانی ۱۸۶۷ میلادی در پاریس را به ارمغان آورد.
در آن زمان، صندلی شمارهٔ ۱۴ راه را برای تبدیل شدن تونت به یک شرکت جهانی باز کرد. قطعات متعددی از مبلمان چوب‌خمیده به دنبال آن طراحی و راهی بازار شد. برخی از مدل‌ها نیز به نمادهای تاریخ طراحی تبدیل شدند، از جمله: صندلی گهواره‌ای شمارهٔ ۱ از سال ۱۸۶۰ میلادی، بعدها در قرن ۱۹ میلادی مدل‌های موفق شمارهٔ ۱۸ و شمارهٔ ۵۶، حدود سال ۱۹۰۰ میلادی، صندلی ظریف شمارهٔ ۲۰۹ با دسته‌های خمیده‌اش، که لو کوربوزیه آن را می‌پرستید، و در سال ۱۹۰۴ میلادی صندلی راحتی آر نُوو ۲۴۷ توسط اوتو واگنر، به اصطلاح صندلی بانک پس‌انداز پستی، فقط چند موردی هستند که می‌توان از آن‌ها نام برد. تولید تونت در سال ۱۹۱۲ میلادی به اوج خود رسید: دو میلیون محصول مختلف در سراسر جهان تولید و فروخته شد.
در سال ۱۸۵۷ میلادی، پسران مایکل تونت به عنوان برادران تونت اولین کارخانهٔ مبلمان تونت را با استفاده از نقشه‌های پدرشان در شهر موراویایی کوریتشانی راه‌اندازی کردند. در سال‌های آتی، پنج مکان تولیدی دیگر در اروپای مرکزی تأسیس شد. در سال ۱۸۶۱ میلادی، تونت و پسرانش یک کارخانهٔ مبلمان چوب‌خمیده را در بیستریتسه پود هوستینم تأسیس کردند، که امروزه قدیمی‌ترین کارخانه در نوع خود در جهان است که هنوز مشغول به فعالیت است. در سال ۱۸۸۹ میلادی هفتمین و آخرین مکان تولیدی در شهر فرانکنبرگ، هسن، آلمان اضافه شد. پس از جنگ جهانی اول و جنگ جهانی دوم، این تنها چیزی بود که در اختیار خانواده باقی ماند؛ و تا به امروز دفتر مرکزی تونت است.
به گونه‌ای که زمانی که مایکل تونت در سال ۱۸۷۱ میلادی در وین درگذشت، کارخانهٔ برادران تونت دارای مکان‌های فروش در سراسر اروپا و همچنین شیکاگو و نیویورک بود. امروزه، موزه‌ای در کارخانهٔ در فرانکنبرگ، تاریخچه شرکت و طراحی تونت را به نمایش می‌گذارد.
در سال ۱۹۷۶ میلادی تونت به یک شرکت آلمانی و یک شرکت اتریشی (تونت وین) تقسیم شد. این دو شرکت مستقل از یکدیگر هستند. در سال ۲۰۰۶ میلادی برادران تونت تبدیل به شرکت تونت (مسئولیت محدود) شد.

## تونت امروزی
موفقیت شرکت تونت (مسئولیت محدود) در فرانکبرگ، آلمان، با کار استاد نجار «مایکل تونت» (۱۸۷۱–۱۷۹۶ میلادی) آغاز شد. از زمانی که او اولین مغازهٔ نجاری خود را در سال ۱۸۱۹ میلادی در بوپارد تأسیس کرد، نام تونت به معنای مبلمان باکیفیت، نوآورانه و ظریف است. امروزه تورستن ماک این شرکت را با دفاتر مرکزی و تأسیسات تولیدی آن در فرانکنبرگ اداره می‌کند. نوادگان مستقیم مایکل تونت در نسل پنجم و ششم همچنان در تجارت شرکت به عنوان همکاران و شرکای فروش درگیر هستند. این مجموعه شامل مبلمان معروف چوب خمیده، کلاسیک فولاد لوله‌ای از دوران باوهاوس و طرح‌های کنونی معماران و طراحان مشهور معاصر است.
اغلب به اشتباه «تو-نی» تلفظ می‌شود، این نام «تو-نت» با شروع و پایان سخت «ت» تلفظ می‌شود.
موزۀ هنرهای کاربردی، (ام‌ای‌کی) وین میزبان بزرگترین مجموعه صندلی‌های اصلی تونت در اتریش است.